# Ter Haar (geslacht)

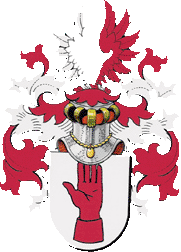
Wapen van het Geslacht Ter Haar: een rode linkerhand op zilveren achtergrond.

Het geslacht Ter Haar is een Nederland's Patriciaatsfamilie.

## Geschiedenis
De stamvader van het geslacht Gerdt op die Haer (†1674) leefde in Aalten in de graafschap Zutphen. Zijn zoon, Hendrick ter Haer (†1719), vestigde zich als graanhandelaar in Arnhem.  Diens kleinzoon,  de koopman Johannes ter Haar verhuisde in 1753 naar Amsterdam en is stamvader van de Amsterdamse tak; zijn oudere broer Hendrik bleef in Arnhem en is stamvader van de Arnhemse tak. De zoon van Johannes, Barend ter Haar, richtte in 1789 de firma B. ter Haar & Cie op. 
De Amsterdamse tak zette zich voort in twee takken: die van Joannes, de koopliedentak, en die van Bernhard, een tak van onder meer theologen, classici en juristen.
Joannes ter Haar (1792-1859), leidde het Amsterdamse bedrijf 'B. ter Haar & Zoon'. Joannes (Jan) ter Haar (1920), de oudste zoon van Jacob Everard ter Haar (1897-1951), was de laatste directeur van B. ter Haar & Zoon, en tevens schrijver en debuterend onder de naam Jan Radinger; hij was de broer van schrijver en kunstschilder Jaap (1922-1998). De zaak is in 1953 verkocht aan G. van Wees en Weiss NV. De panden, zo'n 167 jaar eigendom van de familie, zijn meeverkocht, maar zijn vandaag de dag nog steeds te zien in Amsterdam aan de Nieuwezijds Voorburgwal (nrs 87-95).
Bernard ter Haar (1806-1880) was dominee, dichter en hoogleraar kerkgeschiedenis. 
Het familiearchief van de familie Ter Haar berust in het Stadsarchief Amsterdam.
J.A. Bientjes karakteriseerde in 1895 het geslacht Ter Haar als een typisch Nederlandsch deftige familie van predikanten en Amsterdamsche groote kooplieden.

## Enkele telgen
- Barend ter Haar (1766-1828), koopman en oprichter firma B. ter Haar & Cie.
- Joannes ter Haar (1792-1859), koopman en kerkvoogd.
- Bernard ter Haar (1806-1880), dichter, dominee en hoogleraar.
- Barend ter Haar (1831-1902), dominee en letterkundige.
- Dirk ter Haar (1860-1905), notaris en medeoprichter ANWB.
- Joannes ter Haar (1868-1941), koopman, wethouder van Amsterdam en lid Eerste Kamer.
- Pieter Willem ter Haar (1904-1996), burgemeester van Ritthem, Stavoren, Haskerland, Fijnaart en Heijningen en Doorn.
- Dirk ter Haar (1919-2002), natuurkundige en professor Magdalen College, Oxford.
- Jaap ter Haar (1922-1998), schrijver en historicus.
- Hendrik Willem ter Haar (1922-2012), medicus en oprichter Alzheimer Nederland.
- Otto ter Haar (1943-2016), hockeyspeler.
- Rob ter Haar (1950), oud-topman Hagemeyer en Laurus.
- Arnout ter Haar (1959), schrijver

Geslachten die opgenomen zijn in het sinds 1910 verschijnende genealogische naslagwerk Nederland's Patriciaat. Lijst volgens opgave van het CBG Centrum voor familiegeschiedenis.
A · B · C · D · E · F · G · H · I · J · K · L · M · N · O · P · Q · R · S · T · U · V · W · Y · Z